# Stazione di Genova Quinto al Mare
La stazione di Genova Quinto al Mare (definita anche semplicemente Genova Quinto) è una fermata ferroviaria sulla linea Genova-Pisa fra le stazioni di Genova Quarto dei Mille e Genova Nervi, a servizio del quartiere genovese di Quinto al Mare.

## Storia

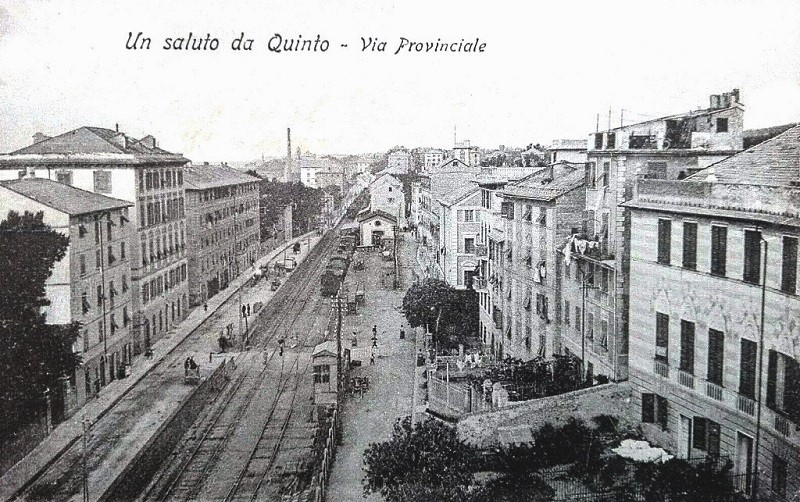
L'antico tracciato ferroviario e la prima stazione presso l'odierna via Gianelli sul finire dell'Ottocento.

La prima stazione di Quinto fu aperta il 23 novembre 1868 con l'attivazione della tratta ferroviaria da Genova a Chiavari. La stazione era posta a nord della strada litoranea (attuale via Gianelli) e disponeva di un solo binario passeggeri più un piccolo scalo merci.
Con il raddoppio del binario della linea, attivato il 18 febbraio 1916, si attuò lo spostamento della ferroviaria verso monte, costruendo una nuova stazione più ampia denominata "Quinto al Mare" a sostituzione delle due precedenti.
Nel 1926, in conseguenza dell'aggregazione a Genova dei comuni limitrofi, la stazione di Quinto al Mare assunse la nuova denominazione di "Genova Quinto al Mare".
Negli anni duemila, soppresso il binario tronco lato ovest e lo scalo merci posto a levante rispetto al fabbricato viaggiatori, l'impianto fu declassato a semplice fermata.
Un secondo impianto, costituito da una semplice fermata, era situato qualche centinaio di metri più a ovest, in corrispondenza della Via Argiroffo (progressiva chilometrica 6+660), dalla quale prendeva il nome.
Ancora più a ovest Quinto disponeva di una terza fermata ferroviaria, Giuncate, ubicata poco prima di Bagnara all'altezza dell'attuale depuratore. Posta alla progressiva chilometrica 5+810, tale fermata, così come quella di Via Argiroffo, fu soppressa in occasione dello spostamento a monte della linea attuato nel 1916.

## Caratteristiche

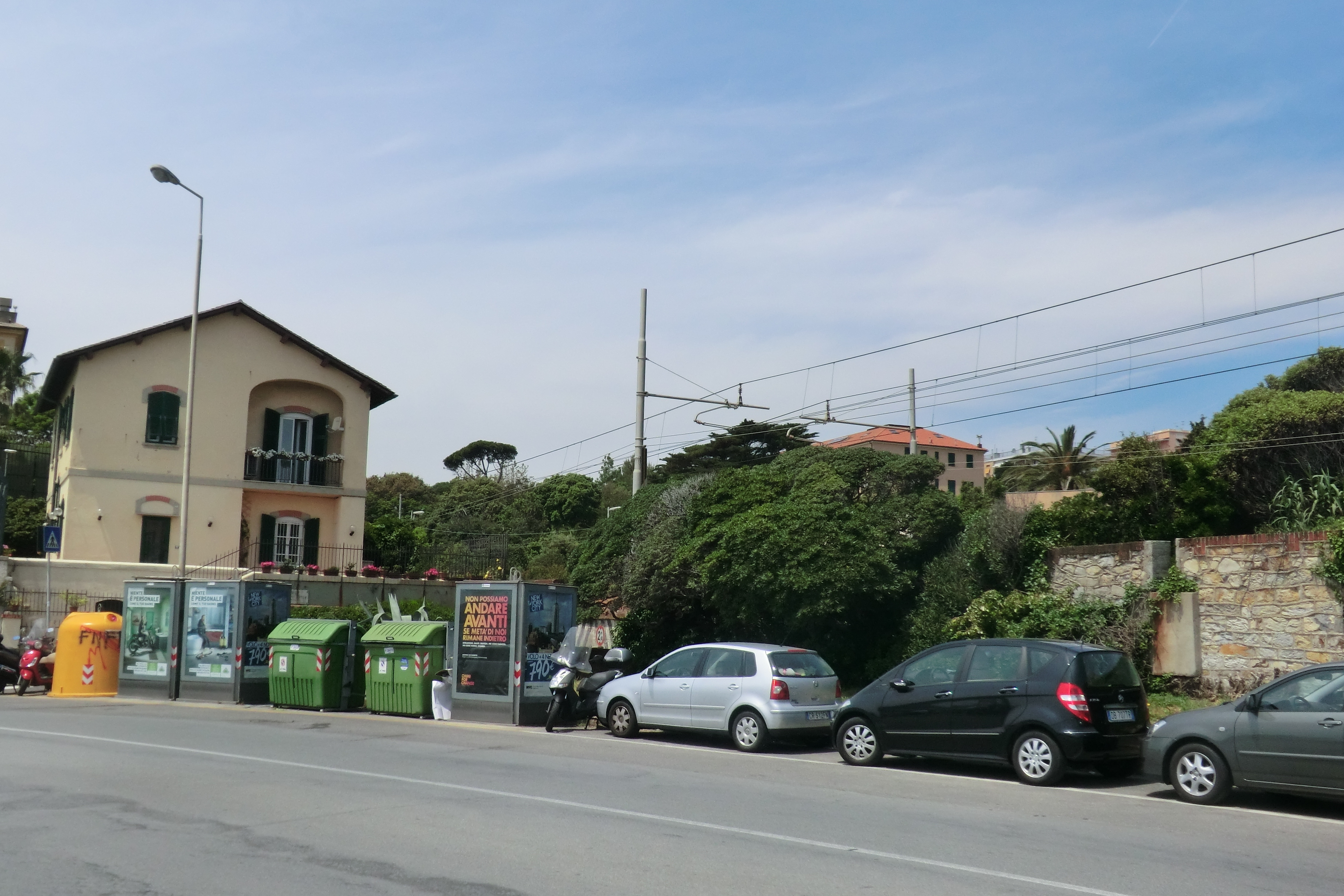
L'odierno casello in corrispondenza dell'ex fermata di Giuncate

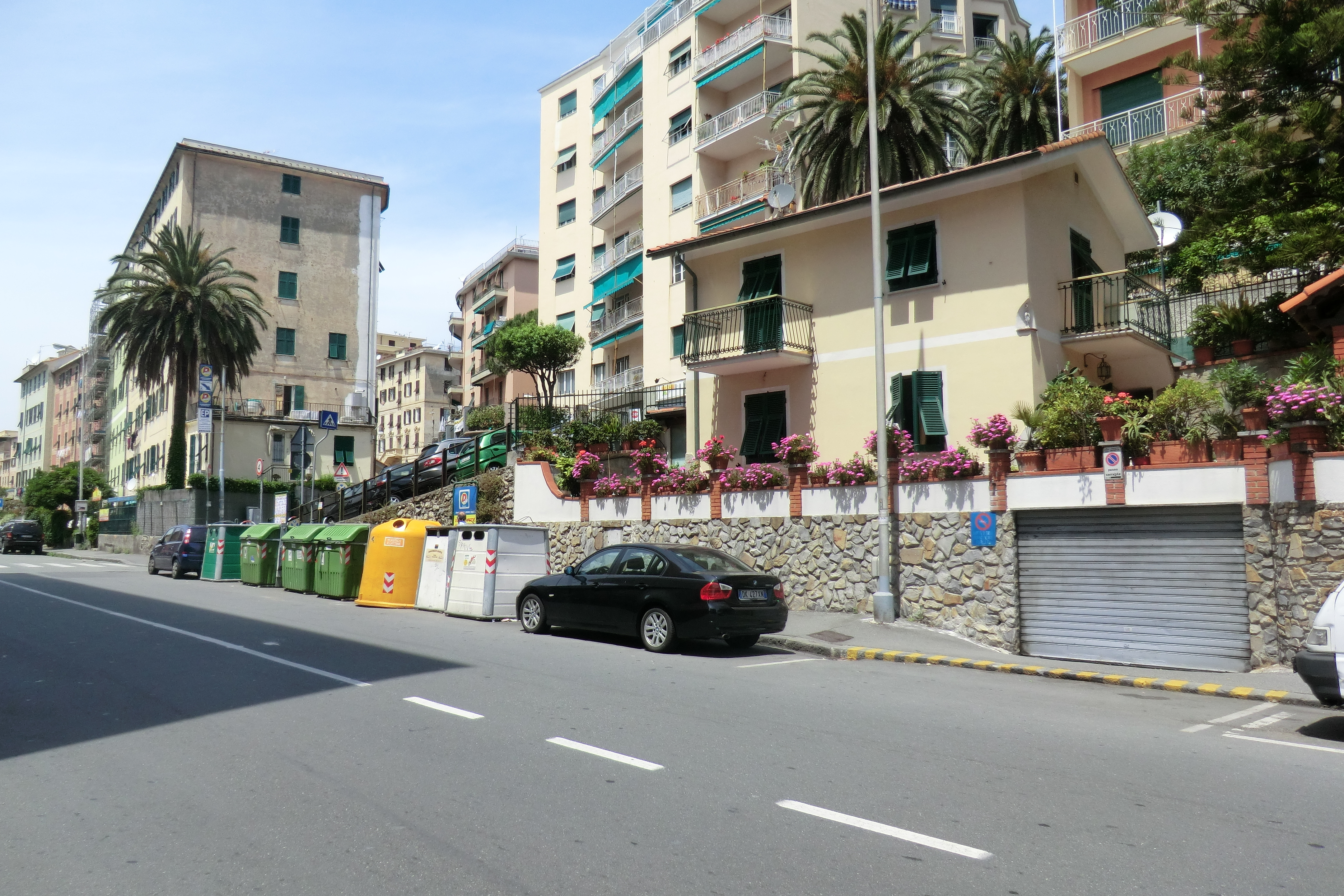
Un casello ferroviario in prossimità della radice est dell'ex stazione di Quinto

La stazione, costituita da due binari collegati da un sottopassaggio, è utilizzata per il traffico metropolitano e regionale, garantendo così un efficiente mezzo di trasporto per il centro cittadino e per la riviera di levante.

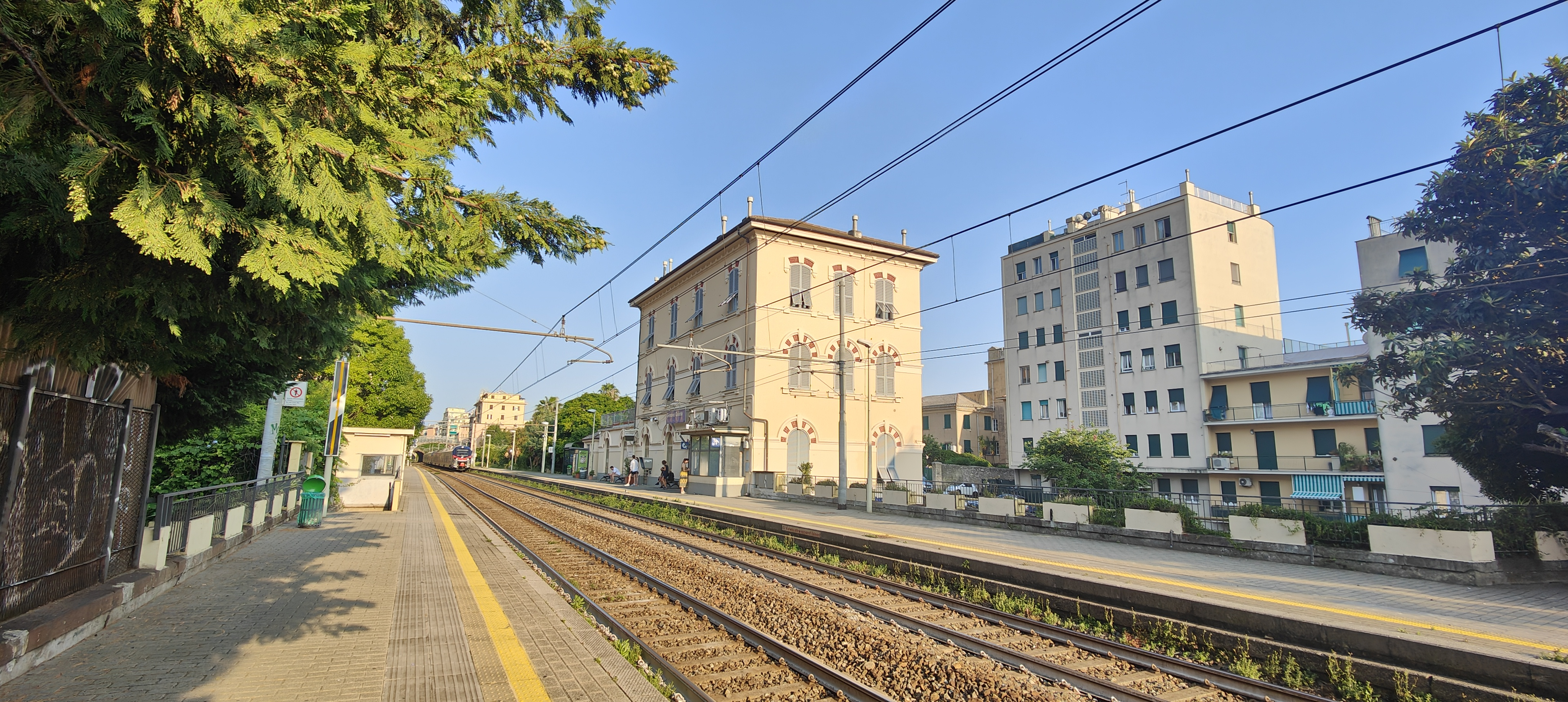
La stazione vista dal piano del ferro

Il fabbricato viaggiatori è in larga parte inutilizzato, sono state infatti chiuse la biglietteria e la sala d'attesa. Parte dei locali sono stati locati da RFI ad un'associazione ONLUS.
La stazione dispone di un grande parcheggio di interscambio gratuito realizzato per incentivare la viabilità sostenibile dopo il crollo del ponte Morandi, che un tempo era il piazzale dell'attiguo scalo merci, dismesso da anni.
Nel corso del 2004 la stazione ha subito lavori di ristrutturazione ai locali interni, agli impianti di telecomunicazione ed ai marciapiedi, che sono stati rialzati per permettere un più agevole incarrozzamento.
Genova Quinto al Mare è servita da collegamenti regionali svolti da Trenitalia nell'ambito del contratto di servizio stipulato con la Regione Liguria, in larga parte ricadenti nel servizio ferroviario urbano di Genova.

## Servizi
Nell'ambito della categorizzazione delle stazioni, RFI classifica l'impianto nella categoria silver. Esso dispone di:
- Biglietteria automatica
- Parcheggio di scambio
- Sottopassaggio
- Stazione video sorvegliata

## Interscambio
Via Fabio Filzi, in cui è ubicata la stazione, dista poche decine di metri da via Angelo Gianelli, in cui si trovano le fermate in entrambe le direzioni della linea di autobus dell'AMT 15, che collega la delegazione di Nervi con il centro cittadino e della linea notturna N2, che attraversa la città dal quartiere di Nervi fino all'estremo opposto.
A poca distanza dalla stazione si trova anche Corso Europa, in cui transita la linea 17, che collega Nervi con il centro della città.